# Infraroodspectroscopie

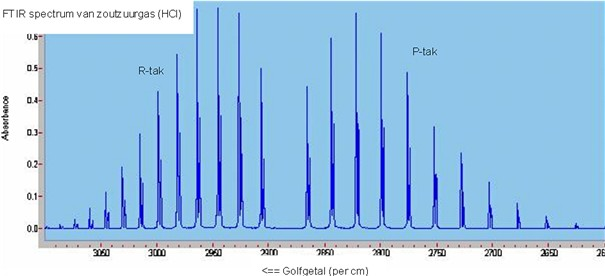
Hoge resolutie Infraroodspectrum van waterstofchloride in de gastoestand

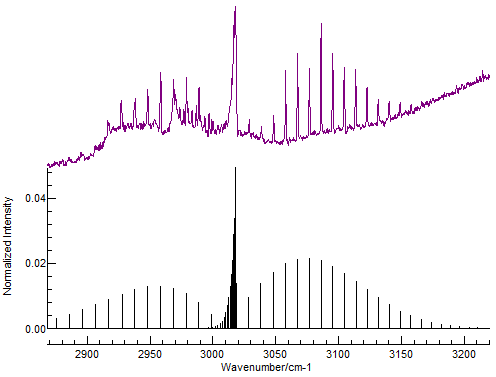
Rotatie-vibratiespectrum van methaan (CH_{4}) in de gastoestand met P-, Q- and R-takken

Infraroodspectroscopie is een vorm van spectroscopie die werkt met het infrarode deel van het elektromagnetisch spectrum.
Infraroodspectroscopie is een vorm van molecuulspectroscopie, een techniek waarmee de structuur van een molecuul kan worden bepaald, en niet alleen de samenstelling van de elementen.
Infraroodspectroscopie is gebaseerd op de trillingsfrequenties van de chemische bindingen in de moleculen van het onderzochte monster. Elk type chemische binding wordt gekarakteriseerd door zijn sterkte en door de massa van de twee atomen aan weerszijden. Samen bepalen deze twee massa's en de stijfheid van de binding een resonantiefrequentie voor buiging en een andere resonantiefrequentie voor strekking van die binding. Voor de bindingen in organische verbindingen geldt dat deze frequenties overeenkomen met die van infrarood licht.
Om het infraroodspectrum van een monster te bepalen, laat men een fijne bundel infrarood licht door het monster schijnen. Door de aanwezigheid van de moleculen in het monster worden karakteristieke frequenties infrarood licht geabsorbeerd. Door de lichtintensiteit na het monster te vergelijken met een referentiebundel die dezelfde lichtintensiteit heeft als de oorspronkelijk lichtstraal, wordt gemeten hoeveel licht van elke frequentie door het monster wordt geabsorbeerd. Het voor infraroodspectroscopie meest relevante deel van het spectrum bevat licht met een golflengte van 2,5 tot 17 micrometer. In experimenten wordt echter de frequentie van het licht voor de eenvoud uitgedrukt door middel van golfgetallen, dit is het aantal golven per centimeter. Er wordt met andere woorden licht van 600 cm−1 (17 µm) tot 4000 cm−1 (2,5 µm) gebruikt. Het exact bruikbare golflengtegebied hangt onder meer af van het materiaal waaruit de monsterhouder, twee dikke schijfjes uit een zuiver zout, bestaat.
Met behulp van moderne infraroodspectrometers, chemometrie en spectrale databanken kan uit een volledig infraroodspectrum een verbinding meestal uniek worden herkend.

## Monstervoorbereiding
Watervrije vloeibare monsters voor infraroodspectroscopie kunnen worden ingesloten tussen twee platen van een zeer zuiver zout. Deze platen hebben geen covalente chemische bindingen en worden gekozen op basis van hun transparantie voor infrarood licht. Men gebruikt dikwijls NaCl (keukenzout) en KBr.
Vaste monsters worden in een mortier verpoederd; het poeder wordt met kaliumbromide poeder gemengd en onder hoge druk in een tabletvorm geperst. De tablet wordt zo sterk geperst dat de infraroodstraling niet door insluitingen wordt tegengehouden; dit kan met een handpers worden bereikt.
Een nieuwe techniek is de ATR (Attenuated Total Reflection) techniek. Hiermee is het meten van monsters zeer
eenvoudig en tijdsbesparend doordat er nauwelijks of geen monstervoorbehandeling
hoeft plaats te vinden.

## FTIR-spectroscopie
FTIR-spectroscopie (Fourier-Transform-Infraroodspectroscopie) is een alternatieve manier om infraroodspectra op te nemen. In plaats van het meten van de absorptie als functie van de frequentie met behulp van een monochromator wordt het infraroodlicht door een interferometer geleid. Het gemeten signaal is direct de fouriertransformatie van het infraroodspectrum. Hieruit wordt met behulp van een computer het infraroodspectrum berekend en weergegeven.
Omdat een interferometer tegenwoordig goedkoper is dan een monochromator, is een FTIR-instrument niet alleen sneller, maar ook goedkoper dan een traditioneel apparaat. Daarom zijn vrijwel alle moderne infraroodspectrometers van het FTIR-type.

## Toepassingen
Infraroodspectroscopie wordt veel gebruikt, zowel in onderzoek als industrie, omdat het een eenvoudige en betrouwbare methode is om een stof te herkennen, of de zuiverheid en/of samenstelling van een monster vast te stellen. De spectrometers zijn kleine apparaten die eenvoudig getransporteerd kunnen worden, zodat metingen ter plaatse kunnen worden uitgevoerd. Verregaande automatisering en databases zorgen ervoor dat het apparaat zelf al een groot aantal spectra kan herkennen.
Door de absorptie van een bepaalde frequentie in de loop van de tijd te volgen, kan de hoeveelheid of de precieze aard van een chemische binding worden gevolgd. Dit kan bijvoorbeeld worden gebruikt om een polymerisatiereactie te volgen. Een modern apparaat kan een heel spectrum tot wel 30 keer per seconde opnemen, indien gewenst ook tegelijk met andere analyses.
Door gebruik te maken van de karakteristieke absorptie van specifieke stoffen, kan infraroodspectroscopie ook gebruikt worden voor de continue meting van de aanwezigheid van bepaalde componenten, zoals de concentratie van stikstofoxiden of koolmonoxide in rookgassen. Vooral het gebied tussen ongeveer 1500 en 900 cm-1, het fingerprint-gebied, is belangrijk in deze analyse.
Een beperking van de techniek is dat sommige oplosmiddelen, bijvoorbeeld water, dusdanig sterk zelf infrarood absorberen dat het erg moeilijk is om spectra van daarin opgeloste stoffen te verkrijgen. Een aanpassing van de techniek, die bekendstaat als ATR, maakt het mogelijk dit obstakel uit de weg te ruimen.